# えび団子
えび団子（えびだんご）とは、エビの調理法および加工食品の1つ。煮物、スープ、鍋料理などの具に用いられる。
エビのすり身に鶏卵や澱粉などのつなぎを加えて練り、手やスプーンで肉団子状に形を整えて茹でるか油で揚げる。好みにより、各種の野菜を加えることもある。

## 類似の食品
- いか団子
- つみれ
- つくね
- 魚肉練り製品